# 乙酰丙酮铪
乙酰丙酮铪是一种配合物，白色固体，化学式Hf(C5H7O2)4，又可记为Hf(acac)4。此为乙酰丙酮的主要铪配合物。该分子具有D2对称性。可由四氯化铪、乙酰丙酮和碱来制备。Zr(acac)4在结构和性能上与它非常相似。

## 用途
乙酰丙酮铪与四丁氧钛（TBT）一起可用作聚对苯二甲酸丁二酯的催化剂。